# Poecilobactris
Poecilobactris is een kevergeslacht uit de familie van de boktorren (Cerambycidae). De wetenschappelijke naam van het geslacht werd voor het eerst geldig gepubliceerd in 1898 door Kolbe.

## Soorten
Poecilobactris is monotypisch en omvat slechts de volgende soort:
- Poecilobactris militaris (Fairmaire, 1887)